# Listă de actori - O
|  | Listă de actori \| \| Listă de actori - O \| Liste alfabetice de actori și actrițe \| Listă de actrițe A - B - C - D - E - F - G - H - I - J - K - L - M - N - O - P - Q - R - S - T - U - V - W - X - Y - Z |

## Actori - O
| - Edmond O'Brien (1915 - 1985) - Carroll O'Connor (1925 - 2001) - Donald O'Connor (1925 - 2003) - Uwe Ochsenknecht (* 1956) - Erik Ode (1910 - 1983) | - Gary Oldman (* 1958) - Edward Olive (* 1970) - Reed Oliver (1938 - 1999) - Laurence Olivier (1907 - 1989) - Patrick O'Neal (1927 - 1994) | - David Opatoshu (1918-1996) - Stephan Orlac (* 1931) - Christoph Marius Orth (* 1960) - Haley Joel Osment (* 1988) - Peter O'Toole (1932 - 2013) |

## Actrițe
|  | Listă de actrițe \| \| Listă de actori \| Liste alfabetice de actori și actrițe \| Listă de actrițe A - B - C - D - E - F - G - H - I - J - K - L - M - N - O - P - Q - R - S - T - U - V - W - X - Y - Z |